# 6193 Manabe
6193 Manabe (1990 QC1) là một tiểu hành tinh vành đai chính được phát hiện ngày 18 tháng 8 năm 1990 bởi Endate và Watanabe ở Kitami.